# Rosmary Corrêa
Rosmary Corrêa CavMM (São Paulo, 20 de agosto de 1949), conhecida como Delegada Rose, é uma delegada e política brasileira filiada ao Movimento Democrático Brasileiro (MDB). Foi deputada Estadual por quatro mandatos.
Implantou a primeira Delegacia de Defesa da Mulher em São Paulo, em 1985. Eleita deputada estadual pela primeira vez em 1990, pelo PMDB, reelegeu-se em 1994, 1998 e 2002. Foi também secretária de Estado da Criança, Família e Bem Estar Social.
Em 2004, Rosmary foi admitida pelo presidente Luiz Inácio Lula da Silva à Ordem do Mérito Militar no grau de Cavaleira especial. Recebeu em 2006 o Diploma Bertha Lutz.